# 普拉耶-拉库阿尔德
普拉耶-拉库阿尔德（法語：Prailles-La Couarde，法語發音：[pʁaj la kwaʁd]）是法国德塞夫勒省的一个市镇，属于尼奥尔区。该市镇于2019年由原市镇普拉耶和拉库阿尔德合并而成，行政中心位于普拉耶。

## 地理
普拉耶-拉库阿尔德（46°19'28"N, 0°13'2"W）面积18.86 平方千米，位于法国新阿基坦大区德塞夫勒省，该省份为法国西部内陆省份，北起曼恩-卢瓦尔省，西接旺代省，南至夏朗德省和滨海夏朗德省，东临维埃纳省。
与普拉耶-拉库阿尔德接壤的市镇（或旧市镇、城区）包括：苏维涅、拉莫特圣埃赖、塞夫雷、博赛-维特雷、艾贡迪涅、罗芒、阿瓦讷-阿沃内。
普拉耶-拉库阿尔德的时区为UTC+01:00、UTC+02:00（夏令时）。

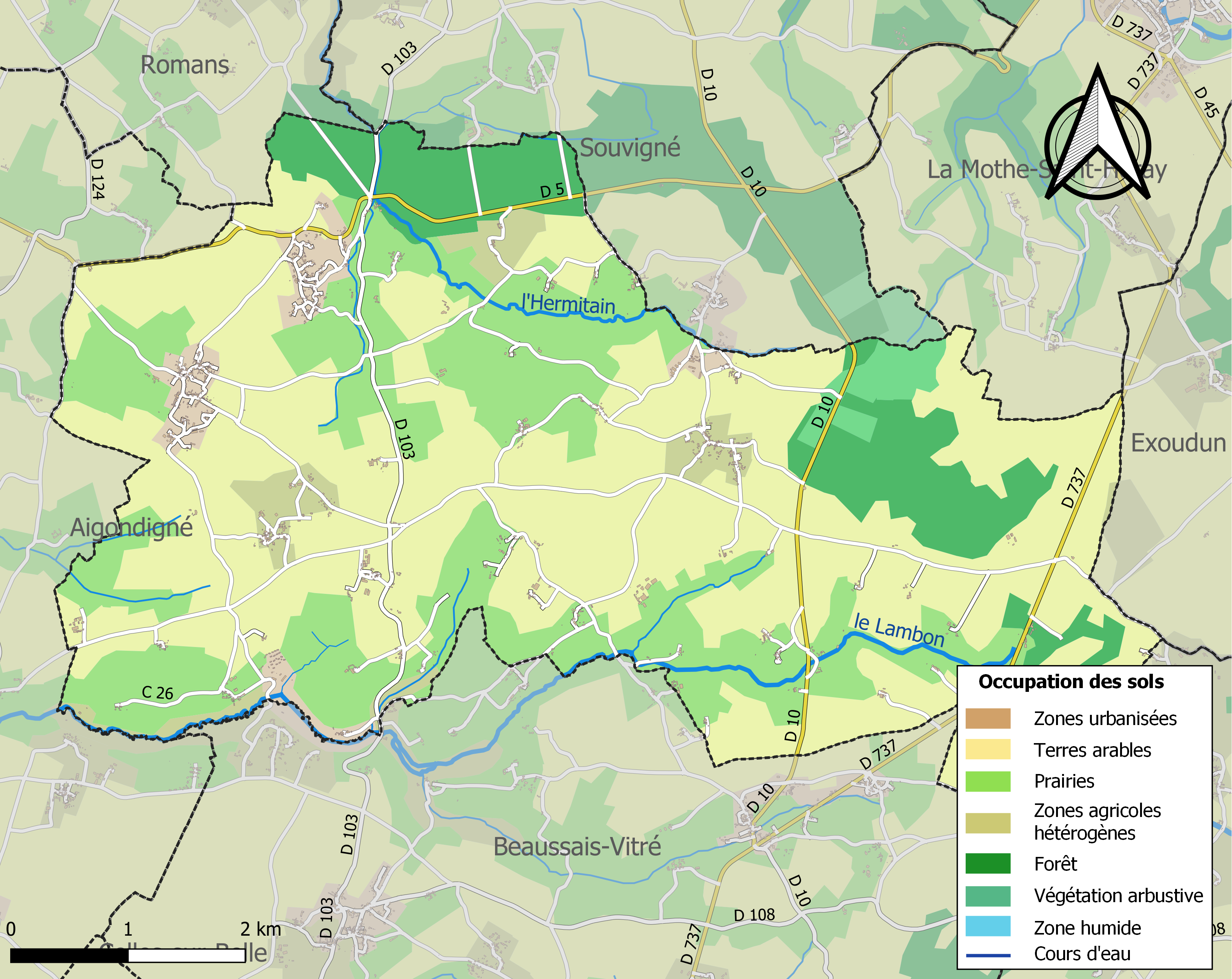
普拉耶-拉库阿尔德的OSM定位图

## 行政
普拉耶-拉库阿尔德的邮政编码为79370，INSEE市镇编码为79217。

## 政治
普拉耶-拉库阿尔德所属的省级选区为贝勒河畔塞勒县。

## 人口
普拉耶-拉库阿尔德于2022年1月1日时的人口数量为936人。